# Паниагуа, Мойсес
Мойсе́с Паниа́гуа Леа́ньо (исп. Moises Paniagua Leaño; род. 16 августа 2007, Тариха) — боливийский футболист, нападающий клуба «Олвейс Реди» и сборной Боливии.

## Клубная карьера
Начинал заниматься футболом в клубах «Канчеритос», «Гарсиа Агреда» и «Сан-Хосе» из своего родного города. Также выступал за юношескую сборную Тарихи по мини-футболу, вместе с которой становился чемпионом. Затем присоединился к молодёжной команде «Олвейс Реди». 19 октября 2022 года впервые попал в заявку клуба на матч чемпионата Боливии с «Рояль Пари». Он появился на поле в середине второго тайма и на 87-й минуте забил гол, чем принёс своей команде победу.

## Карьера в сборной
В ноябре 2022 года принимал участие в товарищеских играх юношеской сборной Боливии, проходивших в Аргентине.

## Клубная статистика
| Выступление      | Выступление      | Выступление      | Лига | Лига | Кубки | Кубки | Конт. кубки | Конт. кубки | Итого | Итого |
| Клуб             | Лига             | Сезон            | Игры | Голы | Игры  | Голы  | Игры        | Голы        | Игры  | Голы  |
| ---------------- | ---------------- | ---------------- | ---- | ---- | ----- | ----- | ----------- | ----------- | ----- | ----- |
| Олвейс Реди      | Примера Дивисион | 2022             | 1    | 1    | 0     | 0     | 0           | 0           | 1     | 1     |
| Олвейс Реди      | Примера Дивисион | 2023             | 1    | 1    | 0     | 0     | 0           | 0           | 1     | 1     |
| Олвейс Реди      | Итого            | Итого            | 2    | 2    | 0     | 0     | 0           | 0           | 2     | 2     |
| Всего за карьеру | Всего за карьеру | Всего за карьеру | 2    | 2    | 0     | 0     | 0           | 0           | 2     | 2     |